# Ricky Charles
Ricky Charles (ur. 19 czerwca 1975) – grenadyjski piłkarz grający na pozycji pomocnika. Od 2009 roku jest zawodnikiem klubu Anchor Queen’s Park Rangers.

## Kariera klubowa
Karierę piłkarską Charles rozpoczął Stanach Zjednoczonych, gdy uczęszczał do college'u Bryant & Stratton College, a następnie na uniwersytet University of South Carolina-Spartanburg. W 2005 roku został zawodnikiem klubu New Hampshire Phantoms, a w 2007 roku grał w Brooklyn Knights. Z kolei w 2008 roku występował w St. Ann's Rangers z Trynidadu i Tobago.
W 2009 roku Charles wrócił do Grenady i został zawodnikiem Anchor Queen’s Park Rangers. W jego barwach zadebiutował w pierwszej lidze grenadyjskiej i stał się podstawowym zawodnikiem zespołu.

## Kariera reprezentacyjna
W reprezentacji Grenady Charles zadebiutował w 1995 roku. W 2009 roku zagrał w jednym meczu Złotego Pucharu CONCACAF, ze Stanami Zjednoczonymi (0:4). W 2011 roku został powołany do kadry na Złoty Puchar CONCACAF 2011.